# Blackbolbus
Blackbolbus es un género de coleóptero de la familia Geotrupidae.

## Especies
Las especies de este género son:
- Blackbolbus augustus
- Blackbolbus bispinicollis
- Blackbolbus brittoni
- Blackbolbus carnabyorum
- Blackbolbus contextus
- Blackbolbus denticollis
- Blackbolbus echinicollis
- Blackbolbus falcatus
- Blackbolbus frontalis
- Blackbolbus furcaticollis
- Blackbolbus goldingorum
- Blackbolbus hollowayorum
- Blackbolbus hoplocephalus
- Blackbolbus incertus
- Blackbolbus inconsuetus
- Blackbolbus incus
- Blackbolbus inopinus
- Blackbolbus insolitus
- Blackbolbus kalbarriensis
- Blackbolbus lunatus
- Blackbolbus matthewsi
- Blackbolbus multifidus
- Blackbolbus orarius
- Blackbolbus puncticollis
- Blackbolbus quadricornis
- Blackbolbus quinquecavus
- Blackbolbus rostratus
- Blackbolbus rugosicollis
- Blackbolbus taurus
- Blackbolbus yunaensis